# Dimitar Telkijski
Dimitar Nikolajev Telkiyski (Bulgaars: Димитър Николаев Телкийски) (Plovdiv, 5 mei 1977) is een Bulgaars betaald voetballer die bij voorkeur als middenvelder speelt. Hij verruilde in augustus 2010 Levski Sofia voor Hapoel Ramat Gan. In 2005 debuteerde hij in het Bulgaars voetbalelftal.
Telkiyski werd met Levski Sofia Bulgaars landskampioen in 2000, 2001, 2002, 2006, 2007 en 2009, won daarmee de nationale beker in 2000, 2002, 2003, 2005 en 2007 en de Bulgaarse Supercup in 2005 en 2007 en 2009.

## Carrière
- 1996-1999: Botev Plovdiv
- 1999-2008: Levski Sofia
- 2008-2009: Hapoel Tel Aviv
- 2009: Amkar Perm
- 2009-2010: Levski Sofia
- 2010: Hapoel Ramat Gan